# Wikipédia en twi
Wikipédia en twi (en twi : Wikipidia Twi) est l’édition de Wikipédia en twi, langue tano central parlée au Ghana et considérée comme un dialecte de l'akan. L'édition est lancée officiellement en novembre 2003, mais dans les faits en juillet 2005. Son code est : tw.
Au 21 mars 2025, l'édition en twi contient 4 191 articles et compte 16 928 contributeurs, dont 34 contributeurs actifs et 3 administrateurs.

## Statistiques
- Le 6 novembre 2022, l'édition en twi contient 2 151 articles et compte 14 105 contributeurs, dont 16 contributeurs actifs et 2 administrateurs.
- Le 8 août 2024, elle contient 4 045 articles et compte 16 168 contributeurs, dont 40 contributeurs actifs et 2 administrateurs.
- Le 25 septembre 2024, elle contient 4 143 articles et compte 16 428 contributeurs, dont 38 contributeurs actifs et 2 administrateurs.